# Dante (Devil May Cry)
Dante egy kitalált karakter a Capcom által kiadott és Kamija Hideki által fejlesztett Devil May Cry sorozatban, egyben a főhős és játszható karakter. A sorozatban ő az egyik legnépszerűbb karakter, mivel világszerte több mint 9 millió példányban keltek el 2008-ig a négy videójáték (Devil May Cry (videójáték), Devil May Cry 2, Devil May Cry 3: Dante's Awakening & Special Edition, Devil May Cry 4). A játékon kívül anime sorozatban, mangában, novellában is szerepel. A hírek szerint készülőben a mozifilm, amit a Resident Evil filmeket készítő Screen Gems fogja elkészíteni. Hogy Dantét ki fogja játszani, nagyon kérdéses.
Dante a játékokkal együtt olyan sikereket ért el, hogy később őt mintázó játékfigurák is készültek.

## Élettörténet
Születési ideje és helye ismeretlen. Démoni édesapa, Sparda és ember édesanya, Eva második gyermekeként született. Van egy ikertestvére, bátyja Vergil, aki később az emberek ellen fordult, hogy apja erejét megszerezze, de a vesztét okozta ezzel. Mielőtt 8 éves lett volna, édesapja eltűnt vagy meghalt, így édesanyja egyedül nevelte őt testvérével. 8. születésnapjukra megkapták édesapjuk amulettjét, amit felezve kaptak. Azonban még aznap - mivel Sparda elárulta a Démon Világ sötét urát, Mundust, - egy sereg démon megtámadta őket. Édesanyjuk meghalt, testvérével együtt elválasztották őket. Dante felnőtt koráig azt hitte, Vergil meghalt.
Amikor felnőtt lett találkozott egy Enzo Ferino nevű férfival, s démonvadászként kezdett el dolgozni. Álnevet vett fel, az Anthony "Tony" Redgrave nevet.

## A szereplő megalkotása és az alapelgondolás
Dante karakterét Kamija Hideki alkotta meg, aki Teraszava Biucsi Cobra című mangájából szerzett ihletet a megalkotáshoz. Egy félvér démonvadásznak lett megalkotva, aki egy legendás démonharcos, Sparda és annak ember felesége, Eva második fiaként, s Vergil ikertestvérének, öccsének lett megalkotva.
Miután 8 éves korában megölték édesanyját a démonok, s elválasztották testvérétől, felnőtt korára zsoldosként dolgozik, Enzo Ferino kéréseit teljesítve.
Kamija olyan karaktert akart alkotni Dantéból, aki félelmet nem ismer, hiperaktív, neveletlen, mivel beszólogat másoknak (főleg a harmadik játékban). Testvérével vagy Neroval ellentétben meggondolatlanul cselekszik néha, nem talál ki taktikákat. Mint említve lett, a Cobra című mangából alkották meg a karaktert. Magándetektívként dolgozik, természetesen rengeteg adóssággal. Közömbös.
Kedvenc étele az olívabogyó nélküli pizza és az epres fagyi. Az anime sorozatban láthattuk, hogy sört is iszik. Tud autót és motort is vezetni.

## A szereplő ismertetése

### Kapcsolatai és személyisége
Édesapja részéről örökölte a démoni képességeit. Egykor édesanyjához állt közel, ami miatt testvérféltékenység alakult ki közte és Vergil között. Édesanyja halála után elválasztották fivérétől, de felnőtt korára, amikor újra találkoztak, már ellenfeleként tekintettek egymásra. A Devil May Cry 3 alatt csak a harc éltette őket, s hogy megöljék egymást. Danténak sose állt szándékában bántani és megölni Vergilt, de kényszernek érezte. Az Arkham elleni harcukban ugyan összefogtak, de nem békéltek meg egymással.
Dante emellett jó barátságot ápol a démon Trish-sel és az ember Ladyvel. Ladyt a harmadik játékban majdnem megcsókolta, de a lány nem akarta, miután legyőzte. Hogy a két lány közül melyik számít többet neki, mint barát, nem tudni. Talán csak barátként tekint mindkét lányra. Trish-sel az első játékban megölelték egymást, s segítették is egymást, míg Ladyvel civakodtak. Az animében Lady szóvá is tette Trishnek, hogy egy olyan férfi mellett nem tudna élni, aki mindig csak lustálkodik, eszik, s csak akkor tesz valamit, ha feladat van. Lady és Trish az animében például Dante számlájára vásároltak ruhákat, ami miatt megszívatták.
Az anime sorozatban szereplő Patricia "Patty" Lowell például többször idegesíti, s ügyet se vett arra, amit mond neki a lány. Mindez még az anime elején. A végére, amikor bajba kerül, Patty segíteni akar neki, de Dante tud csak. A végére megbarátkoztak. Ennek ellenére talán kishúgaként is tekinthetett rá, vagy lányaként.
A Devil May Cry 4-ben az elején harcra és ellenségeskedésre számított mindig Neróval szemben, főleg mert majdnem bántotta Kyrie-t. A játék cselekményeinek közepétől, a második harcuk után ő vágta padlóra Nerót, s végül megbarátkoztak, s segített neki. Elbúcsúzóul Nero megkérdezte, fognak-e még találkozni, de csak intett.

### Cselekményben való rövid szerepe
Miután Enzoval találkozott, aki megbízza azzal a feladattal, hogy mentsen meg egy Alice nevű kislányt a démonoktól. Azonban felbukkan halottnak hitt testvére, Vergil is, s annak csatlósa, Arkham.
A Devil May Cry 3-ban saját üzletét készül megnyitni, de nem tud nevet választani. Ellátogat hozzá Arkham, aki levelet vitt neki Vergiltől. A kettejük harca ekkor kezdődik el. Segítségére lesz neki egy Mary nevű lány, akit azonban Lady-nek nevez el.
Dante a Temen-Ni-Gru torony tetején, miután Vergil majdnem megölte, átváltozik démoni alakjára. Miután felébred, folytatja útját bátyja ördögi terve megállításában, de eközben Arkham is felfedi kilétét, aki elárulja Vergilt. Később együtt is győzik le, de az amulett miatt a végső harcukat készülnek lerendezni.
Miután ez megvolt, Dante visszatér irodájához, s Devil May Cry-nak nevezi el.
A Devil May Cry játékban egyik éjjel egy Trish nevű nő látogat el hozzá, aki azonban kiköpött mása édesanyjának. A nő azzal bízza meg, hogy állítsa meg a gonosz Mundus császárt. Találkozik ott egy démonnal, akiről később kiderül, hogy ő Vergil. Háromszor is harcolnak, de a végső harcuk után - ahol feltételezhetően vagy meghalt, vagy csak eltűnt a teste, - az amulett másik felét magához veszi Dante, majd indul legyőzni Mundus-t.
A Devil May Cry – Démonvadászokban különböző feladatokat kap: főfeladata megvédenie egy Patty nevű kislányt. Azonban visszatér Lady és Trish is, akik segítségül jönnek. Főellensége egy Cid nevű démon.
A Devil May Cry 4 Lady bízza meg azzal a feladattal, hogy Fortuna városába kell mennie, s a helyi Kard Rendje tanácsát megállítani, főleg Sanctus-t és Agnus-t. Az elején vannak nézet eltérései Neroval, de később segítik egymást, s meg is menti Nero életét. Amikor visszaadná neki a Yamato kardot, megkéri, tartsa meg, majd elmegy.
A Devil May Cry 2-ben egy Lucia nevű démonnő segíti abban, hogy egy Arius nevű démont megállítsanak, aki egy Ancara tárgyat akar megszerezni, hogy démoni erőre tegyen szert, s hogy elfoglalja a világot.
A Devil May Cry regények Dante múltját meséli el, egyben a Devil May Cry 3 három főrészét írja magába. Történetileg az első játék előtt játszódik, de a manga idejében, amikor Dante Tony néven válik démonvadásszá. Dante többször is találkozik Egy Gilver nevű rejtélyes férfival, aki egy kötéssel takarja az arcát, s egy katanát forgat. Végül kiderül, hogy ez a rejtélyes férfi a bátyja, Vergil, akit Mundus hipnotizált.

## Képességei
Dante természetfeletti képességeket (mágiát vagy egyebet) nem használ, de fegyvertárában lőfegyverek és közelharci fegyverek találhatók, mint Rebellion (kard), valamint a harmadik és az első játékban az édesapja keze által készült Force Edge. Az Ebony és Ivory (ikerkézifegyver), ami kifogyhatatlan, saját kezűleg készítette még Tony Redgrave néven, amire By.45 Art Warks-ot írt. Félvér származása miatt ember- és természetfeletti képességekkel rendelkezik. Képes átváltozni a Devil Trigger-e (ez a játékokban fordult csak elő). Ereje nagy részét ennek segítségével képes nyerni, mint a gyorsaság, a mozgékonyság, a magasabb érzékek, regenerálódás.
A játékok során ezen kívül más fegyvert is használt. A Devil May Cry 3-ban és Devil May Cry 4-ben például a legyőzött főellenségek fegyvereit (Cerberus, Agni és Rudra, Beowulf, Nevan, Pandora, Lucifer és Gilgamesh) csak ő tudta használni. Beowulf erejét még Vergil is meg tudta szerezni. A Devil May Cry 4-ben egy Coyote-A, míg a harmadik játékban egy Shoutgan, egy Kalin Ann és egy Artemis nevezetű lőfegyvert volt képes használni.

## Külső jellemzés
Dante haja közepes hosszúságú egyenes, szürke színű, szemei kék színűek, sötétebb bőrszín. Testalkat vékony, izmos. Mindig piros kabátban, fekete bőrnadrágban, bakancsban, nadrágövvel, s ujjatlan fekete kesztyűben látunk. A hátán hordja a Rebellion kardját, a kézifegyvereit (Ebony és Ivory) a nadrágjára csatolható fegyvertáskában. Arca ovális alakú, homloka magas, szemei kicsik, orra nagy, álla hegyes. A szemöldöke közepesen vastag.
A négy játék és az anime sorozat alatt a kabátja színe mindig piros, de az öltözködése változó. A harmadik játékban például csak kabátot használ felül és a fekete ujjatlan kesztyűit. A Devil May Cry 3-ban, amikor mindig Dantéval teljesítünk egy nehézségi szintet, mindig új ruhát kapunk.
A Marvel vs. Capcom 3: Fate of Two Worlds-ban a Devil May Cry 3-ban rajta látott ruhát viseli.

## Megjelenése a videójáték és anime sorozaton kívül
Dante a Devil May Cry sorozaton kívül megjelenik még a 2003-ban megjelent Viewtiful Joe szériában, amit szintén Kajima Hideki készített. A PlayStation 2 változatában játszható karakter, valamint a PSP 2005-ös Viewtiful Joe: Red Hot Rumble-ban. A két játékban gyakran beszél Alastorral, aki a Devil May Cry szériában az egyik kardja.

## Kritikák és a szereplő megítélése
Dante a sorozat legnépszerűbb karaktere, aminek köszönhetően több akciófigurát is készítettek. Dante főleg a magabiztos és félelmet nem ismerő hozzáállásával lett népszerű. Megalkotását és személyisége miatt több pozitív és negatív dicséretet is kapott. AZ IGN például "sötét-antihősnek nevezte". A Capcom cégnek ő az egyik kedvenc karaktere, s rangsorolták egy Top25-ös listán a 7. helyre. A Game Informer például "az egyik legnagyobb seggfejnek" nevezte. A japán Famicu 2010 februári szavazása alapján Dante a 25. Legnépszerűbb videójáték karakter lett.
A játékokon kívül megjelenik még két novellában, a Devil May Cry 3 mangában, képregényben és az anime sorozatban. A Screen Gems pedig hamarosan elkészíti a Devil May Cry mozifilmet, amiben valószínűleg ő is játszani fog.
A 2011 februárjában megjelent Marvel vs. Capcom 3: Fate of Two Worlds-ban is megjelenik, ahol harcolhat és játszható karakter. Ebben a játékban a szintén Devil May Cry-ból ismert Trish is szerepel, mint játszható karakter.
Ő volt az egyik legkeresettebb karakter a Tatsunoko vs. Capcom: Ultimate All-Stars-ban. A Famicu 2010 februári szavazásán a 25. legnépszerűbb karakter.

## Érdekesség
- Az anime sorozatban angol szinkronja Reuben Langdon, neve a stáblistán Justin Cause
- Nevét Dante Alighieri olasz költő után kapta
- Szerepel a 2011-ben kiadásra váró Marvel vs. Capcom 3: Fate of Two Worlds című játékban, ahol játszható karakter lesz, ahogyan a Devil May Cry egyik karaktere, Trish is.